# 에어드리오니언스 FC

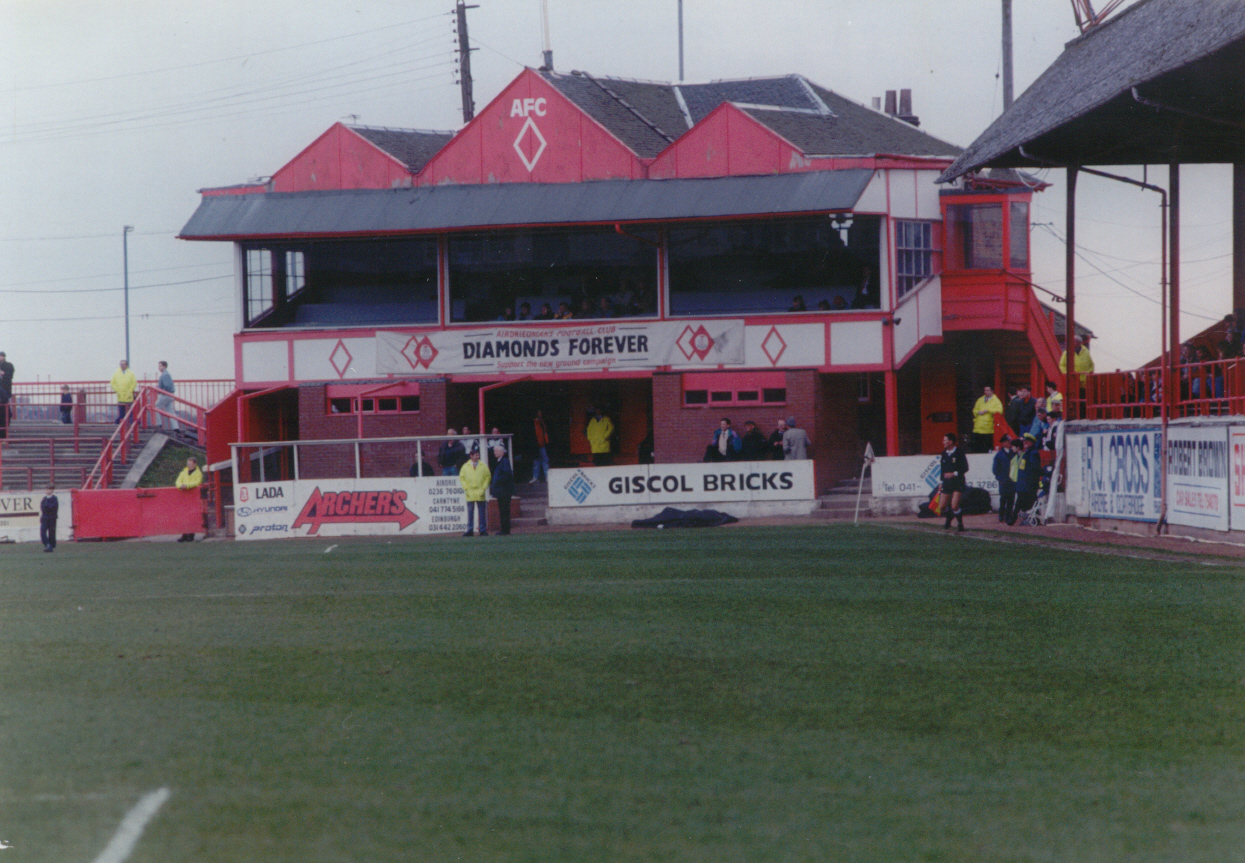

에어드리오니언스 FC(Airdrieonians Football Club, Airdrieonians F.C.)는 1878년에 창단된 스코틀랜드 에어드리의 축구단으로, 2002년 2001-02 스코틀랜드 풋볼 리그 1부 시즌이 끝난 이후에 해체되었다. 1967년 서드 라나크(Third Lanark)가 파산되면서 해체된 이후부터 활동해 왔으며 현재 에어드리 유나이티드 FC가 그 기록을 이어나가고 있다.

## 성적
- 스코틀랜드 챌린지 컵 우승 3회 (1995, 2001, 2002)
- 스코틀랜드 컵 우승 1회 (1924)

## 역대 감독
| 감독            | 임기        |
| --------------- | ----------- |
| 스티브 아치볼드 | 2000 ~ 2001 |